# Forsbo (naturreservat)
Forsbo är ett naturreservat i Melleruds kommun i Västra Götalands län.
Området är naturskyddat sedan 2015 och är 268 hektar stort. Reservatet är beläget öster om Håverud, vid de nära Vänern belägna sjöarna Övre och nedre Upperudshöljen och Svanefjorden. Reservatet består av ädellövskogar, lövrika blandskogar och äldre barrskog.